# Sergio Valenti
Sergio Damián Valenti (La Plata, Buenos Aires, Argentina, 6 de marzo de 1985) es un futbolista argentino. Juega de delantero y su equipo actual es Abano Calcio de la Eccellenza de Italia.

## Trayectoria
Comenzó a jugar en las inferiores del Lobo platense y debutó como profesional en aquel equipo a comienzos de 2004. Nunca pudo conseguir regularidad en el equipo y en 2006 fue cedido a Talleres de Córdoba, donde alternó entre la titularidad y suplencia. Luego de un breve paso por el Irapuato de México, volvió al club de sus orígenes.
En julio de 2007 arregló su incorporación a modo de préstamo con Defensor Sporting de la Primera División de Uruguay. Se unió a su nuevo club durante la gira por Argentina, en la que el club uruguayo enfrentó a Racing y Banfield, entre otros. En "el violeta" solo jugó cuatro partidos e hizo un gol.
El 2008 jugó en la Primera B Nacional defendiendo al Club Sportivo Ben Hur, con un saldo de dieciséis partidos y cuatro goles. A mediados de 2009 fichó su traspaso en el equipo Curicó Unido de la Primera División de Chile. En el país transandino jugó el Clausura 2009, estuvo presente en once encuentros y anotó un gol (ante Ñublense, clásico rival de Curicó, en duelo favorable para Curicó Unido por 3-0).
Luego estuvo en varios clubes argentinos de tercera y cuarta categoría, los cuales fueron Villa San Carlos, Cambaceres, con una buena estadística de treinta y seis partidos y quince goles, UAI Urquiza, Berazategui y Argentino de Quilmes. En este último se convirtió en figura, gracias a sus goles y potencia, como por ejemplo, al quedar segundo en la tabla de goleadores del Campeonato de Primera C 2016, con quince tantos, uno menos que el máximo anotador del torneo, y los dieciocho goles convertidos en el Torneo de Primera C 2016-17, en el cual Argentinos clasificó al reducido por el ascenso, y fue eliminado por San Miguel. Luego de su gran paso por "El Mate", Valenti fichó en Excursionistas y San Martín de Burzaco. En San Martín llegó con cartel de goleador, pero eso no lo pudo demostrar en cancha, y por problemas extrafutbolísticos tuvo que poner fin a su contrato a fines de 2018.

## Clubes
| Club                        | País      | Año       |
| --------------------------- | --------- | --------- |
| Gimnasia y Esgrima La Plata | Argentina | 2004-2005 |
| Talleres de Córdoba         | Argentina | 2006      |
| Irapuato                    | México    | 2006      |
| Gimnasia y Esgrima La Plata | Argentina | 2007      |
| Defensor Sporting           | Uruguay   | 2007      |
| Ben Hur                     | Argentina | 2008      |
| Curicó Unido                | Chile     | 2009      |
| Villa San Carlos            | Argentina | 2010      |
| Defensores de Cambaceres    | Argentina | 2011-2012 |
| UAI Urquiza                 | Argentina | 2012-2013 |
| Berazategui                 | Argentina | 2014      |
| Argentino de Quilmes        | Argentina | 2015-2017 |
| Excursionistas              | Argentina | 2017-2018 |
| San Martín de Burzaco       | Argentina | 2018      |
| Abano Calcio                | Italia    | 2019-Act. |